# Sergio Mattarella
Sergio Mattarella (Palermo, 23. srpnja 1941.) talijanski je političar, profesor i sudac. Za predsjednika Republike Italije izabran je 31. siječnja 2015.

## Životopis

### Obitelj
Sergio Mattarella je sin Bernarda Mattarelle, talijanskoga demokršćanskog političara i višekratnog ministra pedesetih i šezdesetih godina, te brat Piersantija Mattarelle, predsjednika Oblasti Sicilije, koga je mafijaška Cosa nostra ubila 1980. u Palermu.

### Nastavna aktivnost
Diplomiravši pravo, izabran je za profesora parlamentarnog prava na Sveučilištu u Palermu.

### Političko djelovanje
U mladosti je bio aktivist Studentskog pokreta Katoličke akcije, te je bio njegov voditelj u Laciju 1961. – 1964., a zatim Talijanske katoličke sveučilišne federacije (FUCI).
Na listi Kršćanske demokracije izabran je u Zastupnički dom talijanskog Parlamenta 1983. te je u njemu ostao neprekidno do 2008. Novi politički tajnik te stranke Ciriaco De Mita zadužio ga je da očisti stranku na Siciliji od mafijaša, u koje su se ubrajali i gradonačelnici Palerma Vito Ciancimino, odnosno Salvo Lima.
Bio je ministar obrazovanja u sedmoj Andreottijevoj vladi 1989., ali je podnio ostavku s drugim ministrima iz demokršćanske ljevice, prosvjedujući protiv zakona koji dopustio Berlusconiju da zadrži u vlasništvu tri televizijske mreže (u zemljama članica Europske zajednice pojedinac je smio posjedovati najviše 50 posto jedne televizijske mreže).
Dotajnik Kršćanske demokracije bio je 1990. – 1992., kada je imenovan glavnim urednikom stranačkog lista ‘’Il Popolo’’.
Predložio je izborni zakon, prihvaćen 1994., kojim su tri četvrtine mandata stjecane u uninominalnim izbornim jedinicama, a četvrtina na stranačkim listama. Taj je zakon Giovanni Sartori nazvao Mattarellum. Tada se taj zakon smatrao vododijelnicom između talijanske „Prve Republike“ i „Druge Republike“. Po njemu su održani izbori 1994., 1996. i 2001.
U raspadu Kršćanske demokracije zbog antikorupcijske istrage Čiste ruke bio je među osnivačima Talijanske pučke stranke (PPI), te se zauzimao da ta stranka zajedno s postkomunističkom Demokratskom strankom ljevice (PDS) stupi u koaliciju Maslina pod Prodijevim vodstvom. Držao je više resora u vladama Masline do 2001. Bio je ministar obrane za intervencije na Kosovu, te je ukinuo obvezatni vojni rok.

### Sudbeno djelovanje
Zastupnički dom ga je 2009. imenovao članom Predsjedničkog vijeća upravnog sudstva. Dvije godine kasnije na zajedničkoj sjednici Parlamenta imenovan je članom Ustavnog suda.